# Ducati Paso

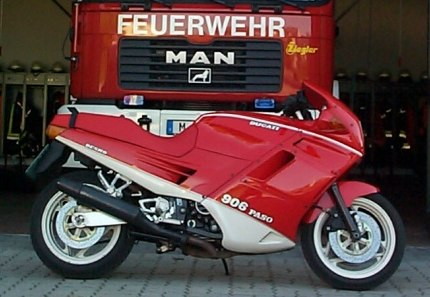
Ducati 906 Paso (1991)

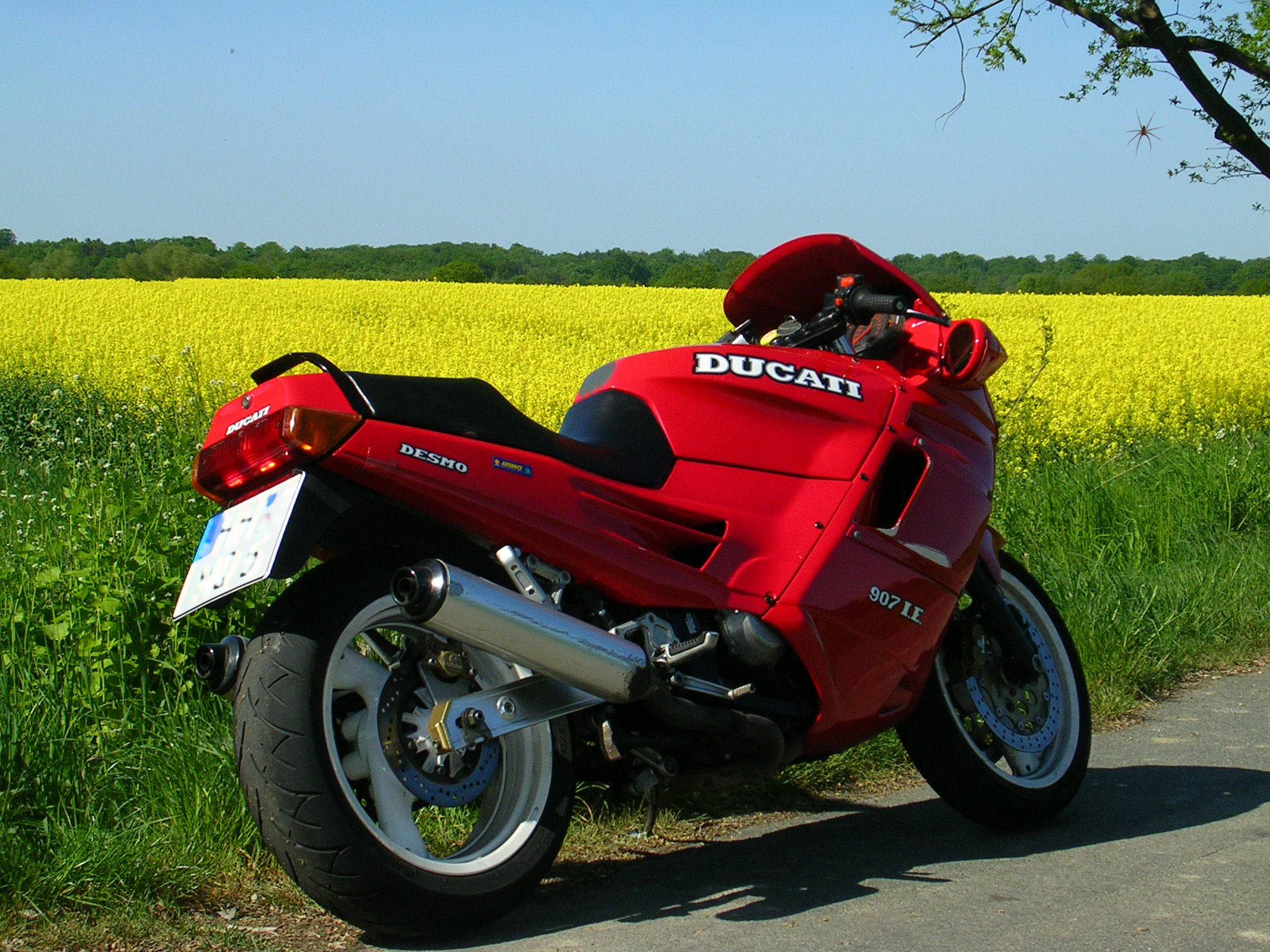
Ducati 907 i. e. (1992) mit 17" Rädern, 320-mm-Vorderbremsscheibe und Alu-Schalldämpfer

Die Ducati Paso ist ein Motorradmodell des italienischen Herstellers Ducati und wurde von 1986 bis 1992 gebaut.
Das vollverkleidete Motorrad wurde 1985 mit dem Slogan „Il nostro passato ha un grande futuro“ (Unsere Vergangenheit hat eine großartige Zukunft) auf der EICMA vorgestellt.
Den Namen des Motorrades hatte Massimo Tamburini seinem tödlich verunglückten Freund und Rennfahrer Renzo Pasolini gewidmet, dessen Spitzname „Paso“ war. Pasolini kam am 20. Mai 1973 in Monza bei einem Rennunfall ums Leben. 
Die Paso hat eine Vollverkleidung, die nahezu lückenlos über die tief heruntergezogenen Seitenteile bis zum Heck reicht und die Fahrzeugtechnik fast vollständig verdeckt. Besonders ungewöhnlich war die Verkleidungsfront ohne durchsichtige Acrylglasscheibe. Die Form war bei den Fans der Marke höchst umstritten („Plastikbomber“).
Der Rahmen war aus Chrom-Molybdän-Stahl-Vierkantrohren aufgebaut und es war das erste Serienmotorrad von Ducati, dessen Federung des Hinterrades über ein zentrales Federbein progressiv über eine Aluminiumschwinge ausgelegt war. Das Motorrad hat 16-Zoll-Räder mit den 13 und 16 cm breiten Radialreifen sowie eine Armaturenbox mit orangefarbenen Zeigern und Motor-Lüftungschlitze, wie sie zeitgleich beim Ferrari Testarossa populär waren.
Der Motor der Paso stammte aus der Ducati 750 F1, hatte aber einen neuen hinteren Zylinderkopf mit getauschtem Ein- und Auslassöffnungen, so dass die Einlasskanäle beider Zylinderköpfe einander zugewandt waren. Diese bei Ducati neue Anordnung, die eine große zentrale Airbox zur Minderung des Ansauggeräuschs ermöglichte, wurde künftig bei allen neu entwickelten Ducati verwendet.
Problematisch waren jedoch von Anfang an die Elektronik und die mechanischen Weber-Vergaser.
Die erste Version der Paso, die 750 Paso, hatte 72,5 PS (64 PS), 748 cm³ Hubraum, bei 7800 min−1 und sie erreichte 210 km/h.
Die 906 Paso von 1989 war wassergekühlt. Mit 904 cm³ Hubraum und mit 88 PS (79 PS) bei 8000 min−1 erreichte sie eine Spitzengeschwindigkeit von 220 km/h. Der untere Teil der Verkleidung wurde nun weiß eingefärbt.
Erst als 1991 die 907i.e. (Iniezione Elettronica) folgte, bekam die Paso eine komplette, elektronische Weber-Marelli IAW 043 Einspritzanlage. Die kleineren 16" Räder wurden gegen 17-Zoll-Räder ausgetauscht. Die Leistung und Höchstgeschwindigkeit war nun 90 PS (79 PS) und 230 km/h (220 km/h). Der Name „Paso“ entfiel bei der 907i.e und gleichzeitig auch die zweifarbige Lackierung.
Die Werte in den Klammern sind die Eintragungen in den deutschen Fahrzeugscheinen, wobei das vom auszustellenden Bundesland zu Bundesland leicht verschieden sein kann. Insgesamt wurden im Herstellungszeitraum 1986 bis 1992 etwas über 7000 Fahrzeuge produziert.